# Engyprosopon grandisquama
Engyprosopon grandisquama är en fiskart som först beskrevs av Temminck och Schlegel, 1846.  Engyprosopon grandisquama ingår i släktet Engyprosopon och familjen tungevarsfiskar. Inga underarter finns listade i Catalogue of Life.